# Marcabru

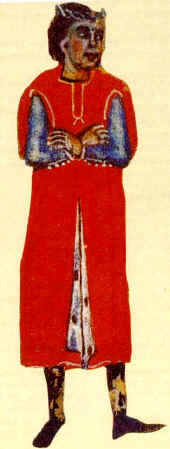
Marcabru – Darstellung aus Bibliothèque Nationale, MS cod. fr. 12473, 13. Jahrhundert

Marcabru (in französischen Literaturgeschichten und Lexika meist: Marcabrun) ist einer der berühmtesten Troubadours des 12. Jahrhunderts. Sein in altokzitanischer Sprache verfasstes Werk ist mit gut 40 ihm zugeschriebenen Liedtexten, darunter vier mit Noten, relativ gut überliefert.

## Leben und Schaffen
Über seine Lebensdaten ist nichts Genaues bekannt. Die beiden altokzitanischen Kurzbiografien (vidas), die über ihn erhalten sind, scheinen aus bestimmten seiner Gedichte entwickelt zu sein, d. h., sie sind nicht historisch fundiert und weichen überdies stark voneinander ab. So wäre er, laut der kürzeren der beiden, Sohn einer armen Gascognerin namens Marcabruna („brauner [Leber-?]Fleck“) gewesen und habe schlecht von den Frauen und der Liebe gesprochen. Gemäß der anderen, ausführlicheren, wäre er als Findelkind einem reichen Mann namens Aldric del Vilar vor die Tür gelegt, unter dem Namen „Pan perdut“ (verlorenes Brot) von ihm aufgezogen und von dem Spielmann und Troubadour Cercamon im Dichten und Komponieren unterrichtet worden. Später habe er den Namen Marcabru angenommen, unter dem er bekannt wurde. Er sei schließlich von den Grafen der Gascogne, über die er viel Schlimmes gesagt habe, umgebracht worden.
Etwas fundierter als die genannten Vidas sind die Hypothesen, welche die moderne Philologie aus verstreuten Angaben und Andeutungen in seinen Texten sowie aus anderen Indizien aufgestellt hat. Hiernach würde Marcabru in der Tat wohl aus der Gascogne stammen und aus kleinen Verhältnissen kommen. In den 1130er Jahren stand er zunächst offenbar in Beziehung zum Hof von Graf Wilhelm X. von Aquitanien (dem Sohn des ersten Troubadours), der überwiegend in Poitiers residierte. 1137 könnte er der Tochter Wilhelms, Eleonore, nach Paris gefolgt sein, als sie den französischen König Ludwig VII. heiratete. Sichtlich blieb er dort aber nicht lange, sondern ging nach Nordspanien, wo er sich Alfonso VII. von León und Kastilien anschloss, dem Herrscher eines der dortigen kleinen Königreiche, die sich anschickten, die Reconquista zu aktivieren, d. h. die Rückeroberung der arabisch-islamisch beherrschten Teile Spaniens. Für den Hof Alfonsos verfasste er (das Okzitanische wurde von seiner Zielgruppe wohl ausreichend verstanden) in den 1140er Jahren auch politische Lyrik, worin er zur Teilnahme an jenem innerspanischen Kreuzzug aufrief, den er als eine „Waschküche“ (lavador) bezeichnet, die die Seelen ebenso gut reinige wie ein Kreuzzug ins Heilige Land.
Insgesamt war Marcabru sichtlich nicht ungebildet und betätigte sich in fast allen lyrischen Gattungen der Zeit. Obwohl als Autor von den Zeitgenossen durchaus anerkannt, war er als Person offenbar schwierig und gefiel sich in der Rolle des Kritikers und Satirikers, der z. B. die „falsche“, nur den Lustgewinn dienende Liebe der adeligen Herren und auch Damen anprangerte oder die Heuchelei von Kirchenleuten denunzierte.
Marcabru ist weiterhin bedeutsam als Autor der ältesten bekannten Pastourelle (L’autrier jost’una sebissa) und vor allem als einer der Schöpfer des gewollt hermetischen Dichtungsstils des sog. „trobar clus“ (verschlossenes Dichten), das nach ihm in Mode kam. Aus Marcabrus Feder stammt ebenfalls das älteste überlieferte Kreuzzugslied (Pax in nomine Domini!) in provenzalischer Sprache, wahrscheinlich sogar das älteste volkssprachliche Kreuzlied überhaupt.